# Java Database Connectivity
JDBC (англ. Java DataBase Connectivity — соединение с базами данных на Java) — платформенно независимый промышленный стандарт взаимодействия Java-приложений с различными СУБД, реализованный в виде пакета java.sql, входящего в состав Java SE.
JDBC основан на концепции так называемых драйверов, позволяющих получать соединение с базой данных по специально описанному URL. Драйверы могут загружаться динамически (во время работы программы). Загрузившись, драйвер сам регистрирует себя и вызывается автоматически, когда программа требует URL, содержащий протокол, за который драйвер отвечает.

## История
Sun Microsystems выпустила JDBC как часть JDK 1.1 19 февраля 1997 года. С тех пор он является частью J2SE.
Классы JDBC находятся в пакетах java.sql и javax.sql.
Начиная с версии 3.1, JDBC разрабатывался в рамках Java Community Process (JCP), который включает в себя стандартизованные спецификации для Java-разработчиков.

## Интерфейсы
JDBC API содержит два основных типа интерфейсов: первый – для разработчиков приложений и второй (более низкого уровня) – для разработчиков драйверов.
Соединение с базой данных описывается классом, реализующим интерфейс java.sql.Connection. Имея соединение с базой данных, можно создавать объекты типа Statement, служащие для исполнения запросов к базе данных на языке SQL.
Существуют следующие виды типов Statement, различающихся по назначению:
- java.sql.Statement — Statement общего назначения;
- java.sql.PreparedStatement — Statement, служащий для выполнения запросов, содержащих подставляемые параметры (обозначаются символом '?' в теле запроса);
- java.sql.CallableStatement — Statement, предназначенный для вызова хранимых процедур.

Интерфейс java.sql.ResultSet позволяет легко обрабатывать результаты запроса.

## Преимущества
Преимуществами JDBC считают:
- Лёгкость разработки: разработчик может не знать специфики базы данных, с которой работает
- Код практически не меняется, если компания переходит на другую базу данных (количество изменений зависит исключительно от различий между диалектами SQL)
- Не нужно устанавливать громоздкую клиентскую программу
- К любой базе можно подсоединиться через легко описываемый URL

## Примеры
Пример кода
| JDBC для MySQL |
| --- |
| Данный пример использует свободный драйвер JDBC для MySQL, который легко устанавливается в большинстве дистрибутивов Linux через стандартные репозитории. |
| package javaapplication1; import java.sql.*; public class Main { public static void main(String[] args) throws SQLException { /** * эта строка загружает драйвер DB. * раскомментируйте если прописываете драйвер вручную */ //Class.forName("com.mysql.jdbc.Driver"); Connection conn = null; try { conn = DriverManager.getConnection( "jdbc:mysql://localhost:3306/db_name", "user", "password"); if (conn == null) { System.out.println("Нет соединения с БД!"); System.exit(0); } Statement stmt = conn.createStatement(); ResultSet rs = stmt.executeQuery("SELECT * FROM users"); while (rs.next()) { System.out.println(rs.getRow() + ". " + rs.getString("firstname") + "\t" + rs.getString("lastname")); } /** * stmt.close(); * При закрытии Statement автоматически закрываются * все связанные с ним открытые объекты ResultSet */ stmt.close(); } catch (SQLException e) { e.printStackTrace(); } finally{ if (conn != null){ conn.close(); } |

| JDBC для Microsoft SQL Server |
| --- |
| Данный пример использует jTDS, свободный драйвер JDBC для Microsoft SQL Server и Sybase ASE SQL-Server. Подключиться к этой и другим СУБД можно и встроенными средствами с помощью драйвера JDBC для ODBC, но ценой замедления работы. |
| /** * эта строка указывает альтернативный драйвер DB. Например hsql. */ // Class.forName("org.hsqldb.jdbcDriver"); Connection conn = DriverManager.getConnection( "jdbc:jtds:sqlserver://SERVER/Northwind;instance=INST;domain=Sample_NTLM_Domain", "user", "password"); Statement stmt = conn.createStatement(); ResultSet rs = stmt.executeQuery("SELECT LastName + ' ' + FirstName AS FullName, Address FROM Employees"); while(rs.next()) { System.out.println(rs.getString("FullName") + "\t" + rs.getString("Address")); } rs.close(); stmt.close(); |